# 官湖镇
官湖镇，是中华人民共和国江苏省徐州市邳州市下辖的一个乡镇级行政单位。

## 行政区划
官湖镇下辖以下地区：
新华村、墩上村、东坊上村、西坊上村、曹园村、东林村、四黄村、南半庄村、小坊村、下沟村、双沟村、华南村、白埠村、周家村、柳堰村、郭营村、张家村、丁口村、丁楼村、胡塘村、大王庄村、授贤村、石坝村、孙家村、大杨庄村、夹河滩村和新戴场村。